# 德羅吉欽區
德羅吉欽區是白俄羅斯西南部布列斯特州的一個區，行政中心为德羅吉欽，面積1,855.06平方公里，2009年人口42,948，人口密度每平方公里23.15人。